# Ipoestesia
L'ipoestesia  è una diminuzione della sensibilità e della relativa risposta dell'individuo a un determinato stimolo.

## Etimologia
Il termine ipoestesia deriva da ipo (carente) ed estesia (sensibilità).

## Eziologia
Le cause più frequenti sono traumi e lesioni dei nervi.